# Ricardia Bramley
Ricardia Bramley (* 1974 in Northampton, England) ist eine britisch-amerikanische Schauspielerin und Podcasterin.

## Leben
Bramleys Vater stammt aus Trinidad, ihre Mutter aus Irland. Von 2010 bis 2011 war sie in der ARD-Vorabendserie Verbotene Liebe in der Rolle der Antonia Weber zu sehen. Zusammen mit Sofia und Carina Reshmi produziert sie den Podcast Me & the Gals, ehemals Bitch, breathe!.
Ricardia Bramley lebt in Berlin. Sie engagiert sich als Mitglied des Executive Boards bei der gemeinnützigen Organisation 2bd1.

## Filmografie (Auswahl)
- 1998: Liebling, vergiß die Socken nicht! (Fernsehfilm)
- 1999: Aus heiterem Himmel (Fernsehserie, 1 Episode)
- 2004: SOKO 5113 (Fernsehserie, 1 Episode)
- 2005: The Ketchup Connection (Kurzfilm)
- 2005: Lost in Romania
- 2006: Schmetterlinge im Bauch
- 2006: Fabulae Amoris
- 2008: Dr. Molly & Karl (Fernsehserie, 1 Episode)
- 2010–2011: Verbotene Liebe (Fernsehserie, 44 Episoden)
- 2010: MEK 8 (Fernsehserie, 16 Episoden)
- 2012: Alarm für Cobra 11 (Fernsehserie, 1 Episode)
- 2013: 2020 (Fernsehserie, 6 Episoden)
- 2014: The Voices
- 2014: Die Wolken von Sils Maria (Sils Maria)
- 2015: Es kommt noch besser